# Perilampus ruficornis
Perilampus ruficornis är en stekelart som först beskrevs av Fabricius 1793.  Perilampus ruficornis ingår i släktet Perilampus och familjen gropglanssteklar. Arten är reproducerande i Sverige. Inga underarter finns listade i Catalogue of Life.

## Bildgalleri

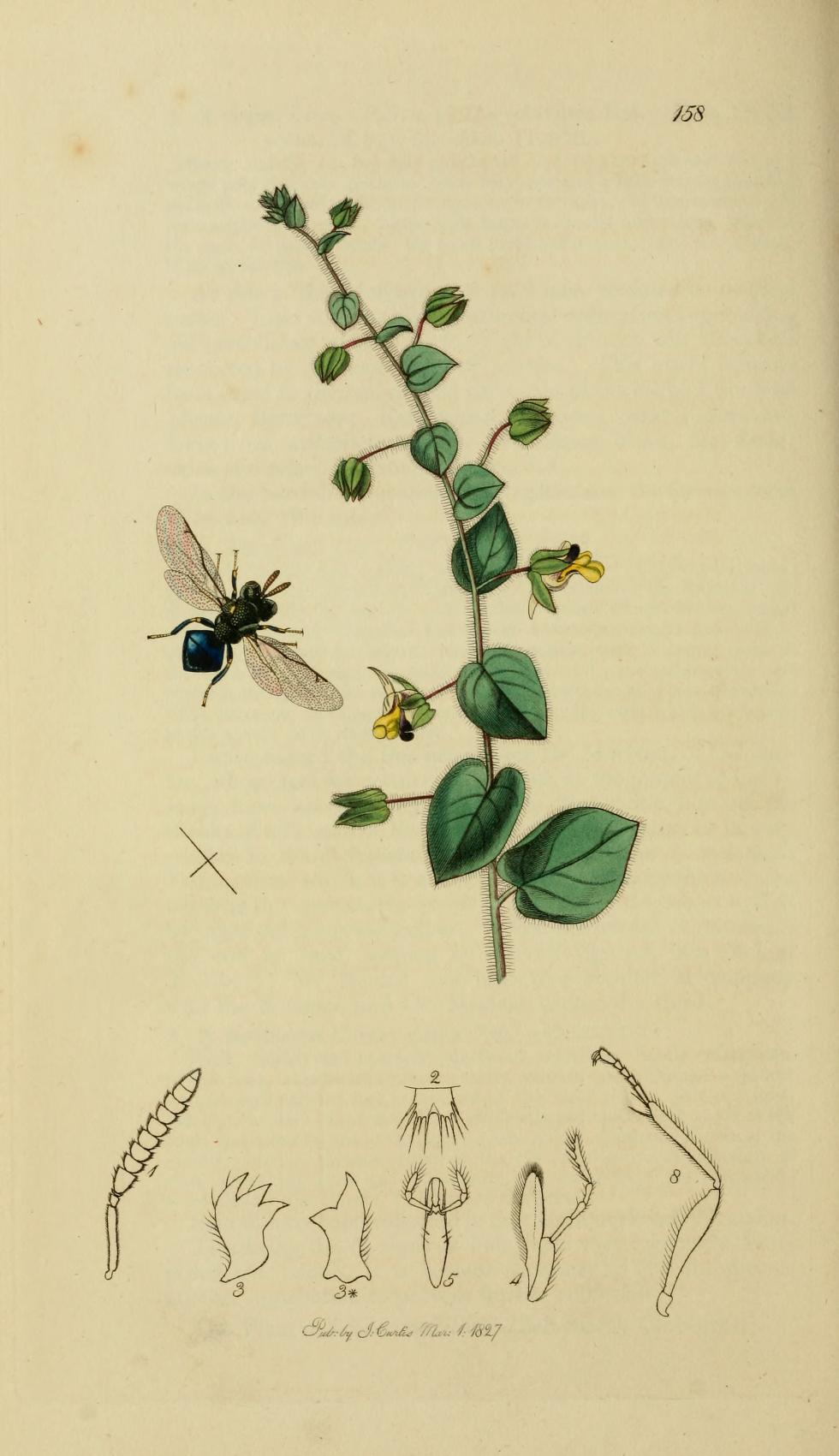